# Ahuacatlán
Ahuacatlán é um município do estado de Nayarit, no México.